# Holy Fire
Albums de Foals
Total Life Forever
(2010) What Went Down
(2015)
Singles
1. Inhaler
Sortie : 5 novembre 2012
2. My Number
Sortie : 17 décembre 2012
3. Late Night
Sortie : 22 avril 2013

Holy Fire est le troisième album studio du groupe britannique Foals, commercialisé au Royaume-Uni le 11 février 2013 par le label Transgressive Records (en). Le premier single, intitulé Inhaler est passé pour la première fois à la radio le 5 novembre 2012 sur BBC Radio 1. Le second single My Number est passé pour la première fois dans l'émission Later... with Jools Holland le 13 novembre 2012. Il est diffusé un mois plus tard sur BBC Radio 1. L'album atteint la deuxième place des classements musicaux britanniques et a également atteint les classements internationaux dont la première place aux classements musicaux australiens et la 86e au Billboard 200.

## Promotion et sortie
Le 8 octobre 2012, le groupe annonce une tournée au Royaume-Uni pour novembre et décembre. Le 19 octobre, le groupe annonce le titre officiel de l'album sur leur page officielle Facebook. Une semaine plus tard, une note similaire annonce la sortie de l'album pour le 11 février 2013. Holy Fire est commercialisé le 11 février 2013 au Royaume-Uni sous format CD et en téléchargement payant.

## Accueil
L'album reçoit une moyenne de 76/100 sur Metacritic, indiquant des « critiques généralement favorables. »

## Pistes
Toutes les chansons sont écrites et composées par Foals.
| No  | Titre                | Durée |
| --- | -------------------- | ----- |
| 1.  | Prelude              | 4:07  |
| 2.  | Inhaler              | 4:54  |
| 3.  | My Number            | 4:03  |
| 4.  | Bad Habit            | 4:40  |
| 5.  | Everytime            | 4:04  |
| 6.  | Late Night           | 5:27  |
| 7.  | Out of the Woods     | 3:25  |
| 8.  | Milk & Black Spiders | 5:17  |
| 9.  | Providence           | 4:08  |
| 10. | Stepson              | 4:49  |
| 11. | Moon                 | 4:53  |

| 1.  | Running                 | 1:18 |
| 2.  | Dubloop                 | 0:37 |
| 3.  | Dub Arp 17_1-11         | 2:10 |
| 4.  | Milk Loop 1             | 0:34 |
| 5.  | Milkspiders4            | 4:19 |
| 6.  | Oldlido                 | 3:24 |
| 7.  | Stepson Ruff            | 1:00 |
| 8.  | Badhabittake1-14        | 5:58 |
| 9.  | Ootw Cascade            | 0:49 |
| 10. | 1.26.OutOfTheWoods      | 4:52 |
| 11. | ProvidenceBits30.1      | 6:57 |
| 12. | Inhaler Jam             | 4:18 |
| 13. | $Cheque SydneySession   | 7:02 |
| 14. | Everytime Acid          | 1:29 |
| 15. | My Number Yloop         | 1:33 |
| 16. | 13.02 Prelude Eddy-Edit | 5:54 |
| 17. | 14.02 Stepson           | 2:09 |
| 18. | 25.01StepsonKeysRough   | 2:27 |
| 19. | Moon1                   | 4:27 |
| 20. | LateNightMomma2         | 2:45 |

| 1. | My Number                                            |  |
| 2. | My Number (Totally Enormous Extinct Dinosaurs Remix) |  |

## Classements
| Chart (2013)                  | Meilleure position |
| ----------------------------- | ------------------ |
| Australie (ARIA)              | 1                  |
| Autriche (Ö3 Austria Top 40)  | 39                 |
| Belgique (Flandre Ultratop)   | 25                 |
| Belgique (Wallonie Ultratop)  | 38                 |
| France (SNEP)                 | 22                 |
| Pays-Bas (Mega Album Top 100) | 41                 |
| Allemagne (Media Control AG)  | 31                 |
| Nouvelle-Zélande (RIANZ)      | 15                 |
| Espagne (Promusicae)          | 72                 |
| Suisse (Schweizer Hitparade)  | 15                 |